# فهرست منابع غذایی دارای ویتامین ث
فهرست زیر شامل منابع غذایی ویتامین ث، در هر دو گروه منابع گیاهی و حیوانی می‌باشد. بخش منابع گیاهی شامل گروه‌های میوه، سبزی و صیفی‌جات، خشکبار، حبوبات، نوشیدنی و ادویه می‌باشد. بخش منابع حیوانی، رده‌های گاو، گوساله، بره، ماکیان، آبزیان و نیز گروه لبنیات و مواد غیرلبنی مشابه را دربرگرفته است. در فهرست زیر ابتدا رده‌های مربوط به منابع گیاهی قرار گرفته است و بعد از آن گروه منابع حیوانی ذکر گردیده‌اند.
جداول زیر دارای داده‌های متغیر می‌باشد، بدین مفهوم که با گذر زمان ممکن است داده‌هایی به جدول‌ گروه مواد خوراکی، اضافه شده یا حذف گردد لذا در هیچ زمانی نمی‌توان این مقاله را یک مقاله کامل شده قلمداد کرد.
مقادیر موجود در جدول بر اساس زیاد به کم فهرست بندی شده‌است.

## میوه
| ماده غذایی (۱۰۰ گرم)                                         | ویتامین ث (میلی‌گرم) |
| ------------------------------------------------------------ | ------------------- |
| انگورفرنگی سیاه                                              | ۱۸۱                 |
| کیوی سبز                                                     | ۹۲٫۷                |
| سرخالو                                                       | ۷۱٫۵                |
| عناب                                                         | ۶۹                  |
| دارابی                                                       | ۶۱                  |
| پاپایا                                                       | ۶۰٫۹                |
| توت‌فرنگی                                                     | ۵۸٫۸                |
| پرتقال                                                       | ۵۳٫۲                |
| لیموترش بدون پوست                                            | ۵۳                  |
| آناناس                                                       | ۴۷٫۸                |
| کام‌کوات                                                      | ۴۳٫۹                |
| گرمک                                                         | ۳۶٫۷                |
| انبه                                                         | ۳۶٫۴                |
| توت                                                          | ۳۶٫۴                |
| گریپ‌فروت، سفید                                               | ۳۳٫۳                |
| گریپ‌فروت صورتی و قرمز                                        | ۳۱٫۲                |
| لیموی شیراز                                                  | ۲۹٫۱                |
| نارنگی                                                       | ۲۶٫۷                |
| تمشک                                                         | ۲۶٫۲                |
| تمشک سیاه                                                    | ۲۱                  |
| دوریان                                                       | ۱۹٫۷                |
| طالبی                                                        | ۱۸                  |
| به                                                           | ۱۵                  |
| کرنبری                                                       | ۱۴                  |
| انار                                                         | ۱۰٫۲                |
| آووکادو                                                      | ۱۰                  |
| آلبالو                                                       | ۱۰                  |
| زردآلو                                                       | ۱۰                  |
| بلوبری                                                       | ۹٫۷                 |
| آلو                                                          | ۹٫۵                 |
| موز                                                          | ۸٫۷                 |
| هندوانه                                                      | ۸٫۱                 |
| خرمالوی ژاپنی                                                | ۷٫۵                 |
| گیلاس شیرین                                                  | ۷                   |
| هلو زرد                                                      | ۶٫۶                 |
| شلیل                                                         | ۵٫۴                 |
| سیب باپوست                                                   | ۴٫۶                 |
| گلابی                                                        | ۴٫۳                 |
| سیب بی‌پوست                                                   | ۴                   |
| گلابی آسیایی                                                 | ۳٫۸                 |
| تمر هندی                                                     | ۳٫۵                 |
| نارگیل، قسمت گوشتی                                           | ۳٫۳                 |
| انگور قرمز یا سبز، (نوع اروپایی همانند انگور بیدانه تامپسون) | ۳٫۲                 |
| خیار بی‌پوست                                                  | ۳٫۲                 |
| خیار با پوست                                                 | ۲٫۸                 |
| انجیر                                                        | ۲                   |
| نارگیل، قسمت گوشتی، خشکشده                                   | ۱٫۵                 |
| ازگیل ژاپنی                                                  | ۱                   |
| زیتون کنسروی (اندازه زیتون کوچک تا خیلی بزرگ)                | ۰٫۵                 |

## سبزی و صیفی‌جات
| ماده غذایی (۱۰۰ گرم)                                      | ویتامین ث (میلی‌گرم) |
| --------------------------------------------------------- | ------------------- |
| فلفل خیلی تند سبز خام                                     | ۲۴۲٫۵               |
| فلفل دلمه‌ای سبز، تفت داده شده                             | ۱۷۷                 |
| فلفل دلمه‌ای قرمز، تفت داده شده                            | ۱۶۲٫۸               |
| فلفل خیلی تند قرمز خام                                    | ۱۴۳٫۷               |
| جعفری تازه                                                | ۱۳۳                 |
| کوماتسونا خام                                             | ۱۳۰                 |
| فلفل دلمه‌ای قرمز خام                                      | ۱۲۷٫۷               |
| کلم بروکلی خام                                            | ۸۹٫۲                |
| شوید                                                      | ۸۵                  |
| کلم فندقی خام                                             | ۸۵                  |
| فلفل دلمه‌ای سبز خام                                       | ۸۰٫۴                |
| فلفل دلمه‌ای سبز، پخته به روش آب‌پز                         | ۷۴٫۴                |
| خردل چینی خام                                             | ۷۰                  |
| شاهی خام                                                  | ۶۹                  |
| کوماتسونا، پخته به روش آب‌پز                               | ۶۵                  |
| کلم بروکلی پخته به روش آب‌پز                               | ۶۴٫۹                |
| کلم فندقی، پخته به روش آب‌پز                               | ۶۲                  |
| کلم قمری خام                                              | ۶۲                  |
| برگ شلغم (Turnip greens) خام                              | ۶۰                  |
| کلم قرمز خام                                              | ۵۷                  |
| کلم قمری، پخته به روش آب‌پز                                | ۵۴                  |
| گل کلم خام                                                | ۴۸٫۲                |
| کلم‌برگ چینی (پاک‌چوی) خام                                  | ۴۵                  |
| گل کلم، پخته به روش آب‌پز                                  | ۴۴٫۳                |
| نخود فرنگی سبز خام                                        | ۴۰                  |
| کلم‌پیچ، پخته به روش آب‌پز                                  | ۳۷٫۵                |
| کلم بروکلی راب، پخته شده                                  | ۳۷                  |
| کلم‌پیچ خام                                                | ۳۶٫۶                |
| کولارد خام                                                | ۳۵٫۳                |
| کلم قرمز، پخته به روش آب‌پز                                | ۳۴٫۴                |
| باقلای نارس، خام                                          | ۳۳                  |
| نعناع فلفلی خام                                           | ۳۱٫۸                |
| سیر خام                                                   | ۳۱٫۲                |
| کلم ساوی خام                                              | ۳۱                  |
| برگ چغندر سوییسی خام                                      | ۳۰                  |
| برگ چغندر خام                                             | ۳۰                  |
| اسفناج خام                                                | ۲۸٫۱                |
| برگ شلغم، پخته به روش آب‌پز                                | ۲۷٫۴                |
| برگ گشنیز خام                                             | ۲۷                  |
| کلم‌برگ چینی (پاک‌چوی)، پخته به روش آب‌پز                    | ۲۶                  |
| خردل چینی خام                                             | ۲۵٫۳                |
| شلغم زرد خام                                              | ۲۵                  |
| برگ چغندر (Beet greens)، پخته به روش آب‌پز                 | ۲۴٫۹                |
| برگ کاسنی (Chicory greens) خام                            | ۲۴                  |
| شاهی، پخته به روش آب‌پز                                    | ۲۳                  |
| گوجه‌فرنگی قرمز پخته                                       | ۲۲٫۸                |
| ترب سفید خام                                              | ۲۲                  |
| رزماری تازه، برگ                                          | ۲۱٫۸                |
| شلغم خام                                                  | ۲۱                  |
| کلم بروکلی راب خام                                        | ۲۰٫۲                |
| باقلای نارس، پخته به روش آب‌پز                             | ۱۹٫۸                |
| سیب‌زمینی شیرین بدون پوست، پخته به روش تنوری با پوست       | ۱۹٫۶                |
| پیازچه خام                                                | ۱۸٫۸                |
| جوانه لوبیای ناوی (سفید ریز) خام                          | ۱۸٫۸                |
| شلغم زرد، پخته به روش آب‌پز                                | ۱۸٫۸                |
| کولارد پخته به روش آب‌پز                                   | ۱۸٫۲                |
| گوجه‌فرنگی، پخته به روش خورشتی                             | ۱۸٫۲                |
| برگ چغندر سوییسی، پخته به روش آب‌پز                        | ۱۸                  |
| ریحان تازه                                                | ۱۸                  |
| جوانه لوبیای ناوی (سفید ریز)، پخته به روش آب‌پز            | ۱۷٫۳                |
| دانه سویا سبز، پخته به روش آب‌پز                           | ۱۷                  |
| کلم ساوی، پخته به روش آب‌پز                                | ۱۷                  |
| جوانه عدس، خام                                            | ۱۶٫۵                |
| بامیه، پخته به روش آب‌پز                                   | ۱۶٫۳                |
| جوانه سویا، خام                                           | ۱۵٫۳                |
| ترب سفید پخته به روش آب‌پز                                 | ۱۵٫۱                |
| سیب‌زمینی بدون پوست، پخته شده توسط مایکروویو با پوست       | ۱۵٫۱                |
| تربچه خام                                                 | ۱۴٫۸                |
| نخود فرنگی سبز، پخته به روش آب‌پز                          | ۱۴٫۲                |
| گوجه‌فرنگی قرمز خام                                        | ۱۳٫۷                |
| نعنای دشتی                                                | ۱۳٫۳                |
| جوانه ماش، خام                                            | ۱۳٫۲                |
| سیب‌زمینی بدون پوست، پخته به روش آب‌پز با پوست              | ۱۳                  |
| کدو سبز، پخته به روش آب‌پز با پوست                         | ۱۲٫۹                |
| سیب‌زمینی بدون پوست، پخته به روش تنوری                     | ۱۲٫۸                |
| سیب‌زمینی شیرین، پخته به روش آب‌پز                          | ۱۲٫۸                |
| جوانه عدس، پخته به روش سرخ شده سریع در روغن               | ۱۲٫۶                |
| سیب‌زمینی سفید، پخته به روش تنوری با پوست                  | ۱۲٫۶                |
| سیب‌زمینی قرمز، پخته به روش تنوری با پوست                  | ۱۲٫۶                |
| لوبیا سبز خام                                             | ۱۲٫۲                |
| سیب‌زمینی هندی، پخته به روش آب‌پز یا تنوری                  | ۱۲٫۱                |
| تره‌فرنگی، خام                                             | ۱۲                  |
| کنگر فرنگی خام                                            | ۱۱٫۷                |
| شلغم، پخته به روش آب‌پز                                    | ۱۱٫۶                |
| جوانه ماش، پخته به روش آب‌پز                               | ۱۱٫۴                |
| برگ مو                                                    | ۱۱٫۱                |
| جوانه نخود فرنگی، خام                                     | ۱۰٫۴                |
| لوبیا لیما، پخته به روش آب‌پز                              | ۱۰٫۱                |
| اسفناج پخته به روش آب‌پز                                   | ۹٫۸                 |
| لوبیا سبز، پخته به روش آب‌پز                               | ۹٫۷                 |
| کاهو برگ سبز (green leaf) خام                             | ۹٫۲                 |
| سیب‌زمینی، پوست قهوه‌ای (Russet)، پخته به روش تنوری با پوست | ۸٫۳                 |
| جوانه سویا، پخته به روش بخارپز                            | ۸٫۳                 |
| جوانه یونجه، خام                                          | ۸٫۲                 |
| ریواس خام                                                 | ۸                   |
| شالت خام                                                  | ۸                   |
| مارچوبه، پخته به روش آب‌پز                                 | ۷٫۷                 |
| کنگرفرنگی، پخته به روش آب‌پز                               | ۷٫۴                 |
| سیب‌زمینی بدون پوست، پخته به روش آب‌پز                      | ۷٫۴                 |
| پیاز خام                                                  | ۷٫۴                 |
| ذرت شیرین زرد خام                                         | ۶٫۸                 |
| کرفس، پخته به روش آب‌پز                                    | ۶٫۱                 |
| هویج خام                                                  | ۵٫۹                 |
| مارچوبه خام                                               | ۵٫۶                 |
| ذرت شیرین زرد، پخته به روش آب‌پز                           | ۵٫۵                 |
| پیاز، پخته به روش آب‌پز                                    | ۵٫۲                 |
| کدو تنبل، پخته به روش آب‌پز                                | ۴٫۷                 |
| تره‌فرنگی، پخته به روش آب‌پز                                | ۴٫۲                 |
| قارچ سفید، پخته به روش آب‌پز                               | ۴                   |
| کاهوی رومی خام                                            | ۴                   |
| کاهو باترهد (butterhead) خام                              | ۳٫۷                 |
| کاهو برگ قرمز (red leaf) خام                              | ۳٫۷                 |
| هویج، پخته به روش آب‌پز                                    | ۳٫۶                 |
| چغندر (Beet)، پخته به روش آب‌پز                            | ۳٫۶                 |
| کرفس خام                                                  | ۳٫۱                 |
| کاهو آیس‌برگ (icebearg) خام                                | ۲٫۸                 |
| قارچ سفید خام                                             | ۲٫۱                 |
| پیاز زرد تفت داده شده                                     | ۱٫۸                 |
| بادنجان، پخته به روش آب‌پز                                 | ۱٫۳                 |
| قارچ شیتاکه پخته شده                                      | ۰٫۳                 |
| باقلا، پخته به روش آب‌پز                                   | ۰٫۳                 |
| دانه ذرت زرد                                              | ۰                   |
| قارچ پورتابلا خام                                         | ۰                   |
| قارچ صدفی خام                                             | ۰                   |

## خشکبار
| ماده غذایی (۱۰۰ گرم)                      | ویتامین ث (میلی‌گرم) |
| ----------------------------------------- | ------------------- |
| شاه‌بلوط اروپایی، خام، بی‌پوست              | ۴۰٫۲                |
| شاه‌بلوط اروپایی، برشته‌شده                 | ۲۶                  |
| فندق                                      | ۶٫۳                 |
| پسته خام                                  | ۵٫۶                 |
| فندق، برشته‌شده به روش خشک                 | ۳٫۸                 |
| کشمش طلایی رنگ، بی‌دانه                    | ۳٫۲                 |
| پسته، برشته‌شده به روش خشک                 | ۳                   |
| کشمش سیاه بی‌دانه                          | ۲٫۳                 |
| تخم‌کدو، مغز، خشک‌شده                       | ۱٫۹                 |
| تخم‌کدو نمکی، مغز، برشته‌شده                | ۱٫۸                 |
| گردو سیاه، خشک‌شده                         | ۱٫۷                 |
| تخمه آفتاب‌گردان، مغز، خشک‌شده              | ۱٫۴                 |
| تخمه آفتاب‌گردان، مغز، برشته‌شده به روش خشک | ۱٫۴                 |
| گردو                                      | ۱٫۳                 |
| انجیر خشک‌شده                              | ۱٫۲                 |
| تخمه آفتاب‌گردان، مغز، برشته‌شده با روغن    | ۱٫۱                 |
| دانه کاج خشک‌شده                           | ۰٫۸                 |
| بادام زمینی، برشته‌شده با روغن             | ۰٫۸                 |
| تخم کتان                                  | ۰٫۶                 |
| آلو بخارا، نپخته                          | ۰٫۶                 |
| بادام هندی خام                            | ۰٫۵                 |
| تخم کدو کامل، برشته‌شده                    | ۰٫۳                 |
| بادام هندی، برشته‌شده با روغن              | ۰٫۳                 |
| تخم هندوانه، مغز، خشک‌شده                  | ۰                   |
| بادام زمینی                               | ۰                   |
| بادام                                     | ۰                   |
| دانه کنجد کامل، خشک‌شده                    | ۰                   |

## حبوبات
| ماده غذایی (۱۰۰ گرم)                  | ویتامین ث (میلی‌گرم) |
| ------------------------------------- | ------------------- |
| سویا، خام                             | ۶                   |
| سویا، تفت داده شده                    | ۲٫۲                 |
| سویا پخته، آب‌پز                       | ۱٫۷                 |
| عدس پخته، آب‌پز                        | ۱٫۵                 |
| نخود پخته، آب‌پز                       | ۱٫۳                 |
| لوبیا قرمز پخته، آب‌پز                 | ۱٫۲                 |
| ماش پخته، آب‌پز                        | ۱                   |
| لوبیا سفید ریز (Navy bean) پخته، آب‌پز | ۰٫۹                 |
| لوبیا چیتی پخته، آب‌پز                 | ۰٫۸                 |
| لوبیا چشم‌بلبلی پخته، آب‌پز             | ۰٫۴                 |
| لپه پخته، آب‌پز                        | ۰٫۴                 |
| لوبیا سفید کوچک پخته، آب‌پز            | ۰                   |
| لوبیا سفید پخته، آب‌پز                 | ۰                   |
| لوبیا سیاه (Black bean) پخته، آب‌پز    | ۰                   |
| لوبیا سیاه لاک‌پشتی پخته، آب‌پز         | ۰                   |

## نوشیدنی
| ماده غذایی (۱۰۰ گرم)                      | ویتامین ث (میلی‌گرم) |
| ----------------------------------------- | ------------------- |
| آب پرتقال طبیعی                           | ۵۰                  |
| آب لیمو طبیعی                             | ۳۸٫۷                |
| آب لیمو شیرازی طبیعی                      | ۳۰                  |
| چای سیاه دم کرده و آماده شده با آب معمولی | ۰                   |

## ادویه
| ماده غذایی (۱۰۰ گرم) | ویتامین ث (میلی‌گرم) |
| -------------------- | ------------------- |
| برگ گشنیز، خشک‌شده    | ۵۶۶٫۷               |
| جعفری، خشک‌شده        | ۱۲۵                 |
| زعفران               | ۸۰٫۸                |
| فلفل قرمز            | ۷۶٫۴                |
| رزماری، خشک‌شده       | ۶۱٫۲                |
| مرزنگوش، خشک‌شده      | ۵۱٫۴                |
| آویشن، خشک‌شده        | ۵۰                  |
| ترخون، خشک‌شده        | ۵۰                  |
| شوید، خشک‌شده         | ۵۰                  |
| برگ‌بو، خشک‌شده        | ۴۶٫۵                |
| فلفل سفید            | ۲۱                  |
| دانه زیره سیاه       | ۲۱                  |
| هل                   | ۲۱                  |
| دانه زیره سبز        | ۷٫۷                 |
| پودر دارچین          | ۳٫۸                 |
| پودر جوز هندی        | ۳                   |
| پودر سیر             | ۱٫۲                 |
| پاپریکا              | ۰٫۹                 |
| ریحان، خشک‌شده        | ۰٫۸                 |
| پودر زردچوبه         | ۰٫۷                 |
| پودر کاری            | ۰٫۷                 |
| پودر زنجبیل          | ۰٫۷                 |
| پودر میخک            | ۰٫۲                 |
| فلفل سیاه            | ۰                   |
| نعنای دشتی، خشک‌شده   | ۰                   |

## گاو
| ماده غذایی (۱۰۰ گرم)                                                              | ویتامین ث (میلی‌گرم) |
| --------------------------------------------------------------------------------- | ------------------- |
| جگر سفید، پخته به روش تفت‌آب‌پزی                                                    | ۳۲٫۷                |
| مغز، پخته به روش آرام‌پز                                                           | ۱۰٫۵                |
| مغز، پخته به روش سرخ‌شده در تابه                                                   | ۳٫۳                 |
| جگر، پخته به روش تفت‌آب‌پزی                                                         | ۱٫۹                 |
| زبان، پخته به روش آرام‌پز                                                          | ۱٫۳                 |
| جگر، پخته به روش سرخ‌شده در تابه                                                   | ۰٫۷                 |
| قلوه، پخته به روش آرام‌پز                                                          | ۰                   |
| دل، پخته به روش آرام‌پز                                                            | ۰                   |
| تاپ سیرلوین، استیک، با چربی قابل دید، پخته با حرارت مستقیم                        | ۰                   |
| چرخکرده، فرم همبرگری، ۷۰ درصد گوشت ۳۰ درصد چربی، پخته با حرارت مستقیم             | ۰                   |
| بالاران، قسمت پایین، استیک، بدون چربی قابل دید، تمام گریدها، پخته به روش تفت‌آب‌پزی | ۰                   |
| قلوه‌گاه، استیک، با چربی قابل دید، پخته با حرارت مستقیم                            | ۰                   |

## گوساله
| ماده غذایی (۱۰۰ گرم)                                             | ویتامین ث (میلی‌گرم) |
| ---------------------------------------------------------------- | ------------------- |
| جگر سفید، پخته به روش تفت‌آب‌پزی                                   | ۳۴                  |
| مغز، پخته به روش سرخ شده در تابه                                 | ۱۵                  |
| مغز، پخته به روش تفت‌آب‌پزی                                        | ۱۳                  |
| دل، پخته به روش تفت‌آب‌پزی                                         | ۱۰                  |
| قلوه، پخته به روش تفت‌آب‌پزی                                       | ۸                   |
| زبان، پخته به روش تفت‌آب‌پزی                                       | ۶                   |
| جگر، پخته به روش تفت‌آب‌پزی                                        | ۱٫۱                 |
| جگر، پخته به روش سرخ‌شده در تابه                                  | ۰٫۷                 |
| دنده، با چربی قابل دید، پخته به روش تفت‌آب‌پزی                     | ۰                   |
| ماهیچه (جلو و عقب)، با چربی قابل دید، پخته به روش تفت‌آب‌پزی       | ۰                   |
| پا (بخش داخلی پای عقب)، بدون چربی قابل دید، پخته به روش برشته‌پزی | ۰                   |
| پا (بخش داخلی پای عقب)، با چربی قابل دید، پخته به روش تفت‌آب‌پزی   | ۰                   |

## بره
| ماده غذایی (۱۰۰ گرم)                                | ویتامین ث (میلی‌گرم) |
| --------------------------------------------------- | ------------------- |
| جگر سفید، پخته به روش تفت‌آب‌پزی                      | ۲۸                  |
| مغز، پخته به روش سرخ‌شده در تابه                     | ۲۳                  |
| جگر، پخته به روش سرخ‌شده در تابه                     | ۱۳                  |
| مغز، پخته به روش تفت‌آب‌پزی                           | ۱۲                  |
| جگر سفید، پخته به روش تفت‌آب‌پزی                      | ۷                   |
| زبان، پخته به روش تفت‌آب‌پزی                          | ۷                   |
| جگر، پخته به روش تفت‌آب‌پزی                           | ۴                   |
| شانه کامل، با چربی قابل دید، پخته به روش تفت‌آب‌پزی   | ۰                   |
| ران پای جلو، با چربی قابل دید، پخته به روش تفت‌آب‌پزی | ۰                   |
| کمر، بدون چربی قابل دید، پخته به روش برشته‌پزی       | ۰                   |

## ماکیان
| ماده غذایی (۱۰۰ گرم)                                                            | ویتامین ث (میلی‌گرم) |
| ------------------------------------------------------------------------------- | ------------------- |
| جگر مرغ، آرام‌پز                                                                 | ۲۷٫۹                |
| جگر بوقلمون، آرام‌پز                                                             | ۲۲٫۶                |
| سنگدان بوقلمون، آرام‌پز                                                          | ۶٫۳                 |
| دل مرغ، آرام‌پز                                                                  | ۱٫۸                 |
| سنگدان مرغ، آرام‌پز                                                              | ۰                   |
| سینه مرغ، فقط گوشت، جوجه گوشتی یا مرغ جوان مناسب سرخ کردن، پخته به روش خورش     | ۰                   |
| ساق ران با پوست، جوجه گوشتی یا مرغ جوان مناسب سرخ کردن، پخته به روش خورش        | ۰                   |
| مغز ران، فقط گوشت، جوجه گوشتی یا مرغ جوان مناسب سرخ کردن، پخته به روش خورش      | ۰                   |
| ران کامل، فقط گوشت، جوجه گوشتی یا مرغ جوان مناسب سرخ کردن، پخته به روش برشته‌پزی | ۰                   |

## آبزیان
| ماده غذایی (۱۰۰ گرم)                                    | ویتامین ث (میلی‌گرم) |
| ------------------------------------------------------- | ------------------- |
| صدف دوکفه‌ای، پخته تحت حرارت مرطوب، با ادویه مخلوط شده   | ۲۲٫۱                |
| خرچنگ آلاسکا کینگ (Alaska king)، پخته تحت حرارت مرطوب   | ۷٫۶                 |
| خرچنگ کوئین (queen)، پخته تحت حرارت مرطوب               | ۷٫۲                 |
| صدف چروک شرقی، پرورشی، پخته تحت حرارت خشک               | ۶                   |
| سالمون جویبار، پخته تحت حرارت خشک                       | ۴٫۱                 |
| حلزون خام                                               | ۴                   |
| اردک‌ماهی شمالی، پخته تحت حرارت خشک                      | ۳٫۸                 |
| سالمون آتلانتیک، پرورشی، پخته تحت حرارت خشک             | ۳٫۷                 |
| خرچنگ دانجنس، پخته تحت حرارت مرطوب                      | ۳٫۶                 |
| قزل‌آلای رنگین‌کمان پرورشی، پخته تحت حرارت خشک            | ۲٫۹                 |
| قزل‌آلای رنگین‌کمان وحشی (غیر پرورشی)، پخته تحت حرارت خشک | ۲                   |
| سرخو، با ادویه مخلوط شده، پخته تحت حرارت خشک            | ۱٫۶                 |
| کپور، پخته تحت حرارت خشک                                | ۱٫۶                 |
| سالمون کوهو پرورشی، پخته تحت حرارت خشک                  | ۱٫۵                 |
| سالمون کوهو وحشی (غیر پرورشی)، پخته تحت حرارت خشک       | ۱٫۴                 |
| کفال راه‌راه (کفال خاکستری)، پخته تحت حرارت خشک          | ۱٫۲                 |
| کاد آتلانتیک، پخته تحت حرارت خشک                        | ۱                   |
| سالمون کوهو وحشی (غیر پرورشی)، پخته تحت حرارت مرطوب     | ۱                   |
| هوور مسقطی، پخته تحت حرارت خشک                          | ۱                   |
| شاه‌ماهی اطلسی، پخته تحت حرارت خشک                       | ۰٫۷                 |
| ماهی خال‌خالی، پخته تحت حرارت خشک                        | ۰٫۴                 |
| تن باله آبی، پخته تحت حرارت خشک                         | ۰                   |
| تن زرد باله، پخته تحت حرارت خشک                         | ۰                   |
| تن نوع لایت، کنسرو شده در روغن                          | ۰                   |
| ساردین آتلانتیک، کنسرو در روغن، بااستخوان               | ۰                   |
| خاویار، سیاه و قرمز، دانه‌دانه                           | ۰                   |
| سالمون صورتی، پخته تحت حرارت خشک                        | ۰                   |
| کاشی‌ماهی، پخته تحت حرارت خشک                            | ۰                   |
| کفشک‌ماهی (گونه‌های کفشک و ماهی حلوا)، پخته تحت حرارت خشک | ۰                   |
| صدف چروک شرقی، وحشی (غیر پرورشی)، پخته تحت حرارت مرطوب  | ۰                   |
| صدف چروک شرقی، وحشی (غیر پرورشی)، پخته تحت حرارت خشک    | ۰                   |
| میگو، پخته تحت حرارت مرطوب، با ادویه مخلوط شده          | ۰                   |
| تیلاپیا، پخته تحت حرارت خشک                             | ۰                   |

## لبنیات و مواد غیرلبنی مشابه
| ماده غذایی (۱۰۰ گرم)                                                   | ویتامین ث (میلی‌گرم) |
| ---------------------------------------------------------------------- | ------------------- |
| شیر کامل، خشک (پودر)                                                   | ۸٫۶                 |
| بستنی توت‌فرنگی                                                         | ۷٫۷                 |
| شیر بدون چربی، خشک (پودر)، معمولی، بدون افرودنی ویتامین آ و دی         | ۶٫۸                 |
| شیر بدون چربی، خشک (پودر)، فوری (instant)، بدون افرودنی ویتامین آ و دی | ۵٫۶                 |
| شیر انسان                                                              | ۵                   |
| شیر گوسفند                                                             | ۴٫۲                 |
| شیر نارگیل طبیعی (شیر چلانده شده از مایع و گوشت رنده شده نارگیل)       | ۲٫۸                 |
| خامه نارگیل (مایع چلانده شده از گوشت رنده شده نارگیل)                  | ۲٫۸                 |
| کره تخمه آفتابگردان، دارای نمک                                         | ۲٫۷                 |
| شیر گاومیش هندی                                                        | ۲٫۳                 |
| شیر کاکائو سویا، بدون مواد افزودنی                                     | ۱٫۷                 |
| آب‌پنیر شیرین، خشک شده                                                  | ۱٫۵                 |
| شیر بز، غنی شده با ویتامین دی                                          | ۱٫۳                 |
| شیرکاکائو بدون چربی، غنی شده با ویتامین آ و دی                         | ۱                   |
| آب‌پنیر ترش، خشک شده                                                    | ۰٫۹                 |
| شیر کم سدیم                                                            | ۰٫۹                 |
| شیر کاکائو از شیر کامل، کارخانه‌ای، غنی شده با ویتامین آ و دی           | ۰٫۹                 |
| خامه ترش، پرورشی                                                       | ۰٫۹                 |
| خامه ترش، لایت                                                         | ۰٫۹                 |
| ماست ساده بدون چربی                                                    | ۰٫۹                 |
| ماست ساده کم‌چرب                                                        | ۰٫۸                 |
| ماست یونانی کم چرب                                                     | ۰٫۸                 |
| بستنی شکلاتی                                                           | ۰٫۷                 |
| بستنی وانیلی                                                           | ۰٫۶                 |
| ماست ساده، تهیه شده از شیر کامل                                        | ۰٫۵                 |
| شیر کاکائو کم چربی، غنی شده با ویتامین آ و دی                          | ۰٫۴                 |
| کفیر ساده کم چرب، برند لایف‌وی (LIFEWAY)                                | ۰٫۲                 |
| کره                                                                    | ۰                   |
| پنیر چدار                                                              | ۰                   |
| پنیر پارمسان کم سدیم                                                   | ۰                   |
| پنیر رومانو                                                            | ۰                   |
| پنیر موتزارلا، بدون چربی                                               | ۰                   |
| پنیر سوئیسی                                                            | ۰                   |
| کره بادام، ساده، دارای نمک                                             | ۰                   |
| کره بادام زمینی، نوع نرم، دارای نمک                                    | ۰                   |
| پنیر موتزارلا تهیه شده با شیر کامل                                     | ۰                   |
| بلوچیز                                                                 | ۰                   |
| پنیر خامه‌ای                                                            | ۰                   |
| شیر با چربی کامل (۳/۲ درصد چربی)                                       | ۰                   |